# José Moreno Villa
José Moreno Vila (Màlaga, 1887 - Mèxic, 25 d'abril de 1955), poeta i pintor espanyol.
Va néixer en una família malaguenya acomodada dedicada al comerç de la vinya, i per això el seu pare el va enviar a estudiar química a Alemanya (1904-1908). A la seva tornada va fundar en la seva ciutat natal la revista Gibralfaro, única animadora del panorama cultural de la ciutat durant molts anys fins a l'arribada de Litoral, editada per Manuel Altolaguirre.
A Madrid va tenir una intensa participació en les activitats de la Institució Lliure d'Ensenyament i la Residència d'Estudiants. Encara que és més conegut per la seva faceta literària, va participar en les Exposicions d'Artistes Ibèrics, i va ser un dels introductors a Espanya de l'Avantguarda artística, especialment del Surrealisme.
El seu compromís amb la República li durà a l'exili, primer als Estats Units i després a Mèxic on, com ell mateix admet, la seva producció es "mexicanitza". Sobre aquest país va escriure la seva Cornucòpia mexicana.
Habitualment, se'l considera un "poeta de transició", ja que pot ser considerat en cert sentit un precursor de la generació de 1927. Però la seva obra de maduresa pertany de ple a la poètica del grup. Quant a la seva obra artística, el Museu de Màlaga conserva quaranta-nou de les seves obres, realitzades en tècniques diferents i que abasten diferents estils.
És un dels personatges reals de l'última novel·la del també escriptor espanyol Antonio Muñoz Molina, La nit dels temps, en la qual l'autor d'Úbeda li atorga un gran protagonisme, caracteritzant-lo com un dels amics del protagonista principal, Ignacio Abel. Però sobretot, ho investeix d'una tendresa i un desvaliment fruit de la seva falta d'ambició.
Pintor envejós de l'arrasador Picasso, del qual va ser contemporani, secundari també com escriptor del 27, generació amb la qual va estar vinculat, i també amb la Residència d'Estudiants.
Se sol dividir la seva poesia en tres períodes, en els quals es va acostar al que Ortega y Gasset va definir com "poesia pura":
- En el primer, fins a 1920, es percep la petjada de la Generació de 1898. És visible la tendència al simbolisme filosòfic, l'afany de densitat ideològica, la supervaloració del paisatge i cert folklorisme. A aquest període pertany, per exemple, Garba.
- En el segon, entre 1920 i 1936, l'autor se submergeix en l'esperit del Grup el 27. Escriu, entre altres obres, Col·lecció (1924) i Jacinta la pèl-roja (1929), el seu millor llibre.
- En el tercer, des de 1936 fins a la seva mort, els poemes estan dominats per la nostàlgia, la solitud, i remeten al primer període. D'aquesta última etapa destacarem La nit del verb (1942).

De la seva producció en prosa, destaquen: Velázquez (1920, crítica d'art), Els autors com a actors (1951, col·lecció d'assajos de literatura) i Vida en clar (1944, autobiografia).